# Domokos
Domokos (gr. Δομοκός) – miejscowość w Grecji, w administracji zdecentralizowanej Tesalia-Grecja Środkowa, w regionie Grecja Środkowa, w jednostce regionalnej Ftiotyda. Siedziba gminy Domokos. W 2011 roku liczyła 1531 mieszkańców.